# Waran nilowy
Waran nilowy (Varanus niloticus) – gatunek ziemnowodnego gada z rodziny waranowatych (Varanidae).
OpisSkóra barwy szarozielonej ze słabymi plamkami.
RozmiaryDługość do 170 cm
Masa ciała do 10 kg
WystępowanieAfryka Subsaharyjska oraz Dolina i Delta Nilu.
BiotopBrzegi większych rzek.
PokarmGłównie płazy oraz małe ssaki, ptaki, jaja i padlina.
ZachowanieW razie niebezpieczeństwa ucieka do wody, gdzie sprawnie pływa i nurkuje.
RozmnażanieSamica składa jaja do jam w ziemi, a często do gniazd termitów.